# Tshepo Motsepe

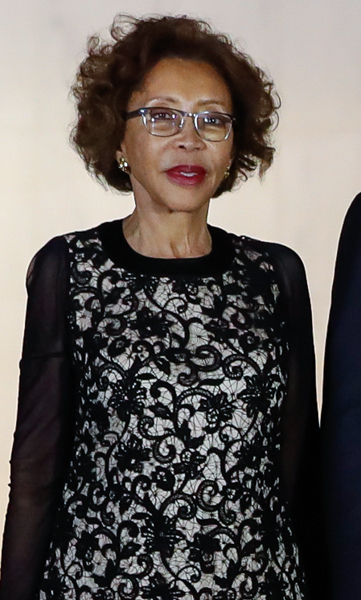
Tshepo Motsepe-Ramaphosa (2019)

Tshepo Motsepe-Ramaphosa (* 17. Juni 1953 in Soweto als Tshepo Motsepe) ist eine südafrikanische Ärztin, Unternehmerin sowie die Ehefrau des derzeitigen südafrikanischen Präsidenten Cyril Ramaphosa. Als solche ist sie seit 15. Februar 2018 First Lady Südafrikas.                                                                        

## Leben und Wirken
Sie kam 1953 in Soweto zur Welt. Ihr Vater ist der verstorbene Häuptling Augustine Butana Chaane Motsepe, ihr Bruder ist der Bergbaumagnat Patrice Motsepe. Außerdem hat sie eine jüngere Schwester namens Bridgette, die mit Jeff Radebe verheiratet ist. Tshepo Motsepe absolvierte ein Medizinstudium an der Universität von KwaZulu-Natal und bekam ihren Master in Public Health an der Harvard T.H. Chan School of Public Health. Später promovierte sie. 1996 heiratete sie Cyril Ramaphosa. Im Jahr 2012 machte sie ein Social Entrepreneurship Certificate Program (SECP) am Gordon Institute of Business Science deer Universität Pretoria. Sie ist die derzeitige Vorsitzende des African Self Help Trust (ASHA Trust), das sich auf frühkindliche Entwicklung und Bildung konzentriert. Als Ärztin arbeitete sie sowohl in öffentlicher als auch in privater Praxis in Macau, Mahikeng, Johannesburg, Pretoria und in Simbabwe.